# Pseudoperissolax
Pseudoperissolax is een geslacht van uitgestorven weekdieren uit de klasse van de Gastropoda (slakken).

## Soorten
- Pseudoperissolax blakei (Conrad, 1855) †
- Pseudoperissolax tricarnatus (Weaver, 1905) †